# Radsport-Verein Concordia Hannover von 1909
| Radsportverein Concordia von 1909 Hannover e. V. | Radsportverein Concordia von 1909 Hannover e. V.      |
| ------------------------------------------------ | ----------------------------------------------------- |
|                                                  |                                                       |
| Vereinsdaten                                     |                                                       |
| Gegründet:                                       | 1909                                                  |
| Vereinsfarben:                                   |                                                       |
| Mitglieder                                       | rund 120 (Stand: 2009)                                |
| Vorsitz:                                         | Carsten Straßmann (1. Vors.)                          |
| Vereinssitz:                                     | c/o Doris Dietrich Droehnenstraße 35 e 30455 Hannover |
| Website:                                         | rv-concordia-hannover.de                              |

Der Radsport-Verein Concordia Hannover von 1909 e. V., kurz auch Radsport-Verein Concordia (Hannover) oder RV Concordia (Hannover) genannt, zeitweilig auch Radsport-Verein Dürkopp-Concordia von 1909 Hannover; ist ein Anfang des 20. Jahrhunderts in Hannover gegründeter Radsport-Verein. Neben Straßen-, Cross- und Bahnrennen bietet der Verein auch Radwandern an.

## Geschichte
Der RV Concordia wurde noch zur Zeit des Deutschen Kaiserreichs im Jahr 1909 ursprünglich als eine Abteilung des in der seinerzeitigen Industriestadt Hannover-Linden wirkenden Katholischen Arbeitervereins Linden gegründet. Erst 1913 machten sich die Mitglieder der Abteilung als eigenständiger Verein davon unabhängig.
In der Weimarer Republik nannte sich der Verein aufgrund eines Sponsoren-Vertrages mit den in Bielefeld produzierenden seinerzeitigen Dürkopp-Fahrradwerken ab dem 3. April 1926 Radsport-Verein Dürkopp-Concordia von 1909 Hannover; die Umbenennung wurde bis in die 1950er Jahre beibehalten.
Ab 1928 errang Dürkopp-Concordia verschiedene Erfolge in der Abteilung Radball, die erst 1982 wieder aufgegeben wurde.
In der Nachkriegszeit errang das Vereinsmitglied Wolfgang Grupe in den Jahren 1951 und 1952 den Titel als Vizemeister bei Deutschen Meisterschaft der Straßenfahrer. Andere Mitglieder errangen Erfolge als Niedersachsenmeister sowohl auf der Straße als auch auf der Radrennbahn.
1969 richtete der Verein die Deutschen Straßen-Radmeisterschaften aus.
Ende Juli 1987 richtete der RV Concordia erstmals eine Radtourenfahrt aus: Die Tour von Hannover über Walsrode nach Visselhövede wurde in Anlehnung an das Rennen „Quer durch“, das der Verein RV Pfeil von 1909 erstmals 1912 veranstaltet hatte ebenfalls unter den Titel „Quer durch die Lüneburger Heide“ gestellt.

## Lindener Berg-Kriterium
2018 veranstaltete der RV Concordia zum 51. Mal das auch als Radkriterium Rund um den Lindener Berg und Lindener Bergpreis bezeichnete Lindener Berg-Kriterium. Das jährlich am 1. Mai veranstaltete Straßenradrennen ist das traditionsreichste Radrennen in Hannover und gilt als eines der ältesten Rundstreckenrennen in Deutschland.

### Rennstrecke, Klassen, Zugänge
Das Rennen führt als Kriterium in der Eliteklasse über 40 Runden zu jeweils zwei Kilometer um den Lindener Berg, der durch seine kurze, aber starke Steigung bis hinauf zur Volkssternwarte auch für Profis eine Herausforderung darstellt. Das traditionelle Rennen wird am selben Tag jedoch auch für die Klassen U15, die Elite-Frauen und die U17-Klasse, für die Senioren sowie für Amateure ohne Lizenz angeboten.
Die Strecke für den Lindener Bergpreis führt über die Straßen Am Lindener Berge, Davenstedter Straße, Nieschlagstraße und Am Lindener Berge in den hannoverschen Stadtteilen Linden-Mitte und Linden-Süd.

### Teilnehmer
2015 waren unter den knapp 300 Rennfahrern auch ein Team aus Dänemark und – aufgrund der Absage des Radrennens Rund um den Finanzplatz Eschborn-Frankfurt auch Teilnehmer insbesondere aus Hessen.
2016 erlebte das Lindener Berg-Kriterium seine 49. Auflage, für die sich vorab rund 300 Starter gemeldet hatten.
Der Wettbewerb zählte 2018 zum Niedersachsen-Schüler-Cup 2018.

## Bekannte Mitglieder
- Karl Hopperdietzel[3] (1909–1994)
- Hans Kaune[3] (1921–2003)
- Wolfgang Grupe (1930–1970)
- Siegfried Melzig (* 1958)